# Digiskopie

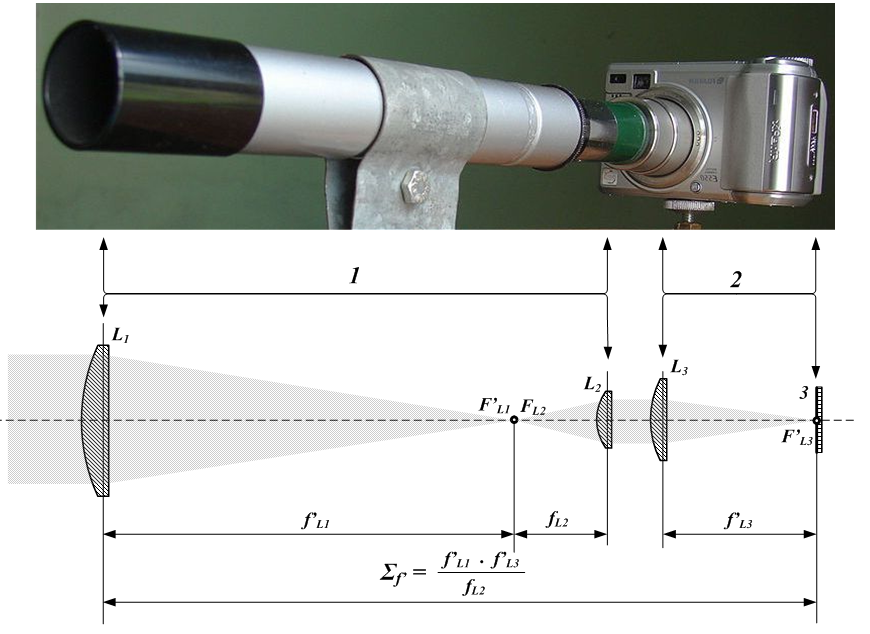
Strahlengang durch eine Digiskopie-Kombination aus Spektiv und Kompaktkamera

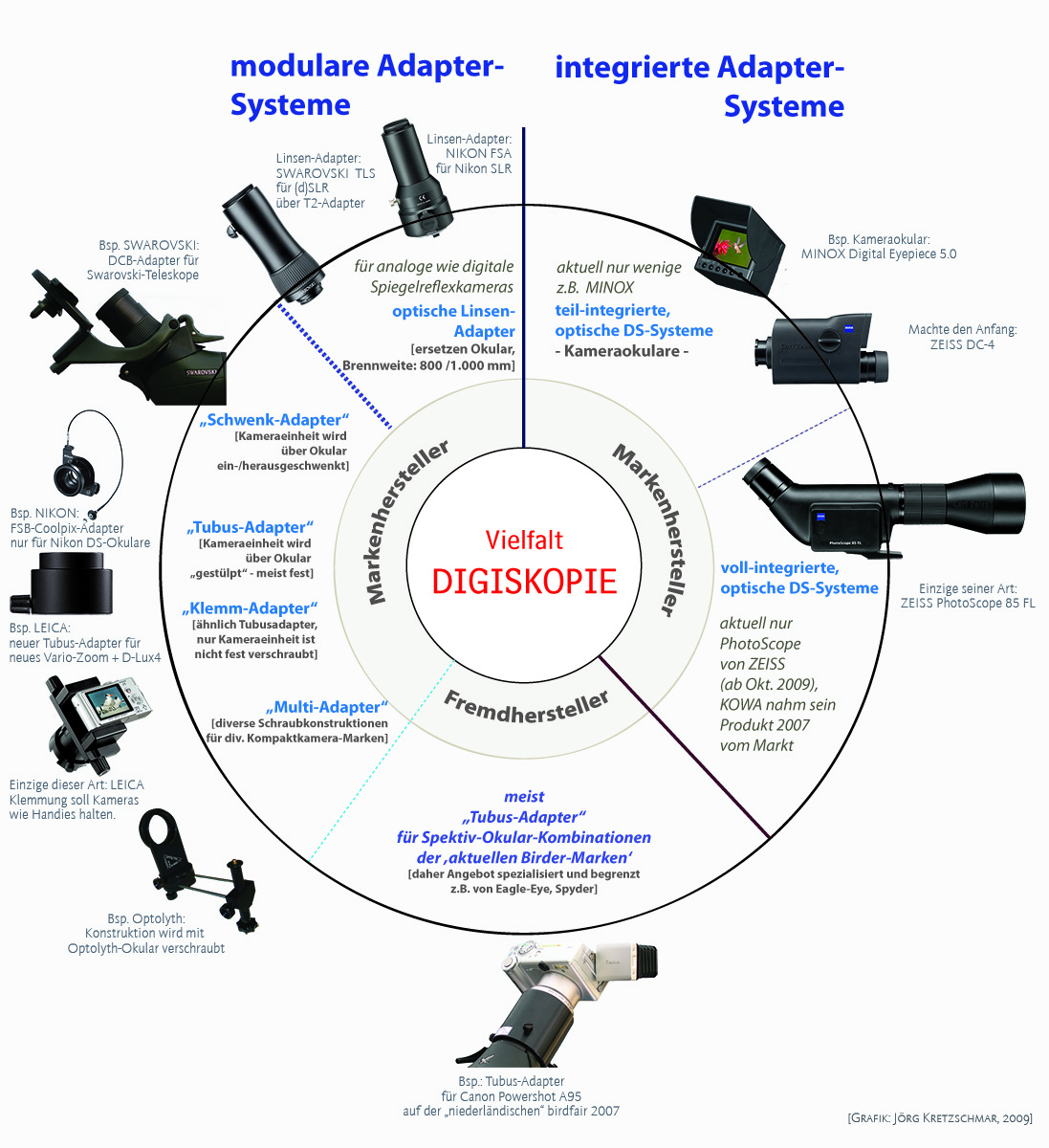
Systemübersicht in der Digiskopie

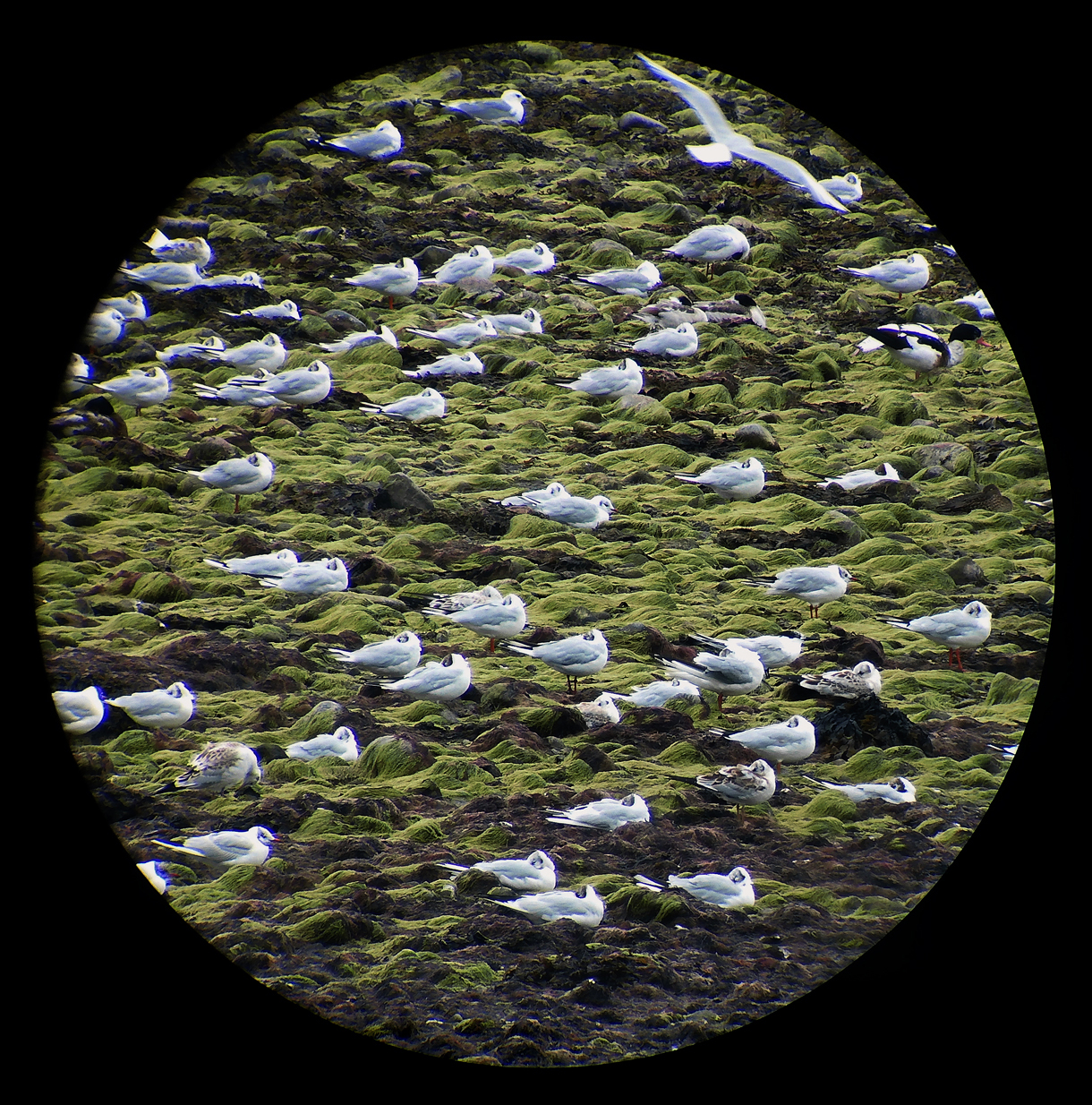
Ein typisches Digiskop-Bild; das Teleskop hat eine 20-fache Vergrößerung, die Brennweite der Kamera beträgt 24 mm, und die Entfernung zum Motiv beträgt ca. 90 Meter.

Die Digiskopie beschreibt ein Verfahren der Bilderstellung mit Teleskopen und Spektiven. 

## Allgemein
Das Zusammentreffen zweier Entwicklungen in den 1990er Jahren hat dieses Aufnahmeverfahren ermöglicht. Auf der einen Seite war es die optische Verbesserung der Fernrohre, insbesondere die größeren Austrittspupillen der Okulare, auf der anderen Seite kam es zu einer Digitalisierung und Miniaturisierung der Aufnahmegeräte, insbesondere in der Kompaktkameraklasse. Um die Jahrtausendwende waren die beiden Entwicklungen derart vorangeschritten, dass sich mit dem Anschluss von Kompaktkameras an das Spektiv langbrennweitige Fotos guter Qualität bei niedrigem Ausrüstungspreis erstellen ließen. Damit war der Bebilderung der Naturbeobachtung Tür und Tor geöffnet. Heute bieten alle großen Spektivhersteller entsprechende Technik an, darunter auch die beiden Marktführer Carl Zeiss Sports Optics und Swarovski Optik. Das Technikangebot reicht von speziellen Okularen über Adaptersysteme bis hin zu modularen bzw. integrierten Systemen (siehe Grafik).

## Besonderheiten
Die Digiskopie erfuhr seit der Jahrtausendwende eine große Beliebtheit, insbesondere bei Vogel- und Naturbeobachtern. Die hohen Brennweiten von 800 bis weit über 2.000 mm helfen, große Distanzen – wie sie bei der Vogelbeobachtung typisch sind – fotografisch zu überbrücken. Sie stellen den Digiskoper jedoch auch vor eine Reihe technischer Herausforderungen wie geringe Schärfentiefe oder Verwacklungsfreiheit. Zudem ist die Möglichkeit, schnell auf Bewegungen des Fotomotivs zu reagieren, stark eingeschränkt.
Als Aufnahmegeräte bieten sich sowohl Mobiltelefone mit Kamerafunktion, Kompakt- oder SLR-Kameras als auch kleinere Videokameras an. Optisch limitierend wirkt die Brennweite des verwendeten Objektivs. Allgemein gilt aus optischen Gründen, dass die Kamera-Objektive nur 3–4-fach-Zooms sein sollten, also einen Brennweitenbereich von ca. 24–120 mm im Kleinbildformat abdecken. Der Fokuspunkt von Spektiv- und Kameraoptik sollte exakt zueinander passen. Unschärfe und/oder starke Vignettierung (Bildabschattungen) wären sonst die Folge. Für eine Digiskopie sind (physikalische) Kameraauflösungen von 6–8 Mio. Pixeln meist ausreichend. 

## Verbreitung
In Spanien erfreut sich die Digiskopie breiter Nutzung, ebenso in Skandinavien und England. Aus Spanien kommen anspruchsvolle Bildergebnisse dieser alternativen Fotografie mit langen Brennweiten (vgl. Digiscoper of the year von Swarovski Optik). Ein Weg sich diesem Thema zu nähern, ist der Besuch einer der zahlreicher werdenden Vogelbeobachter-Messen in Deutschland (z. B. BirdMunich, HanseBird, Vogelfestival). 
Ursprünglich von Vogelbeobachtern entwickelt, ist die Digiskopie heute eine weitere Möglichkeit fotografischen Ausdrucks. Das Verfahren eignet sich als preisgünstige Alternative zur langbrennweitigen Naturfotografie wie auch zur unkonventionellen Umsetzung von Bildideen in Kunst und Werbung.